# Николаус (Холщайн-Рендсбург)
Николаус фон Холщайн-Рендсбург (на немски: Nikolaus von Holstein; Klaus, Claas von Holstein; * 1321; † 8 май 1397, Итцехое) от Рендсбургската линия на Дом Шауенбург, е граф на Холщайн-Рендсбург от 1384 до 1397 г. Заедно с брат му е херцог на Шлезвиг (1340 – 1386). През 1390 г. е наследник на Холщайн-Пльон и Холщайн-Кил.

## Живот
Той е вторият син на граф Герхард III (1293 – 1340) и съпругата му София фон Верле († 1339), дъщеря на Николаус фон Верле.
Николаус управлява от 1340 г. заедно с по-големия си брат граф Хайнрих II Железния (1317 – 1384). Около 1345 г. двамата братя укрепяват град Фленсбург.
През 1354 г. Николаус се жени за Елизабет фон Брауншвайг-Люнебург († 1384), дъщеря на княз Вилхелм II. Тя е вдовица на принц Ото фон Саксония-Витенберг († 30 март 1350), син на курфюрст Рудолф I фон Саксония-Витенберг. От брака им се ражда една дъщеря – Елизабет, която от 1362 г. е сгодена за Хокон VI (по-късно крал на Норвегия). По политически причини обаче годежът е прекратен през 1363 г. и Хакон се жени за Маргарета I от Дания.
През 1386 г., понеже има само една дъщеря, Николаус се отказва да получи Херцогство Шлезвиг, в полза на своя племенник Герхард VI.
Николаус е погребан в Итцехое. Неговият племенник Герхард VI става опекун на Елизабет; наследник като граф на Рендсбург става другият му племенник Албрехт II.

## Деца
Николаус и Елизабет имат една дъщеря:
- Елизабет (* ок. 1360; † 28 май 1416)

∞ (сгодена 1376) Албрехт IV херцог на Мекленбург-Шверин (1363 – 1388)
∞ 1404 Ерих V херцог на Саксония-Лауенбург (ок. 1374 – 1435)